# بالایناتس، دسپوتوواتس
بالایناتس (به صربی: Balajnac) یک روستا در صربستان است که در دسپوتوواتس واقع شده‌است.